# Würmla
Würmla osztrák mezőváros Alsó-Ausztria Tullni járásában. 2022 januárjában 1576 lakosa volt. 

## Elhelyezkedése

Würmla a Tullni járásban

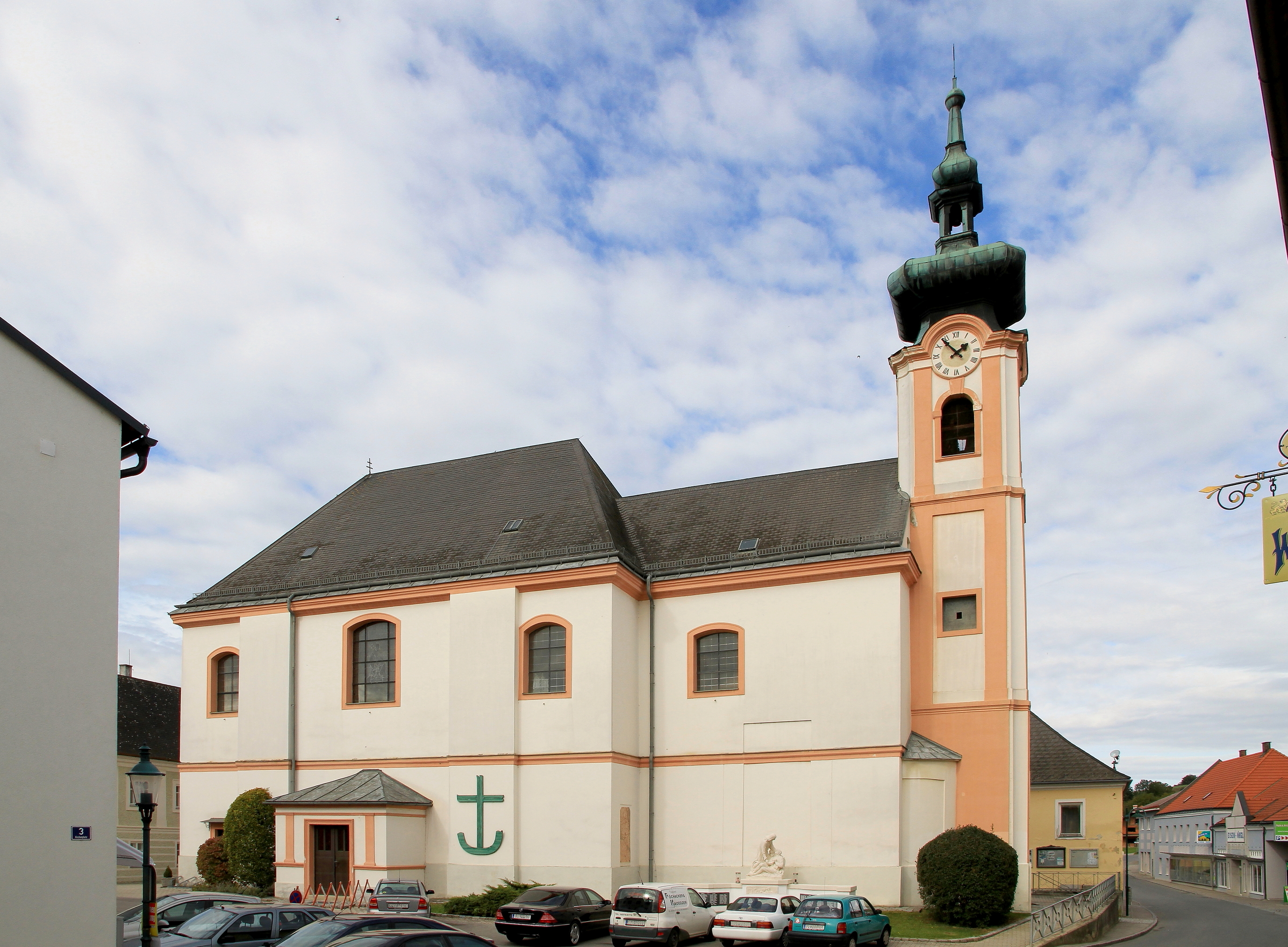
A Szt. Ulrik-plébániatemplom

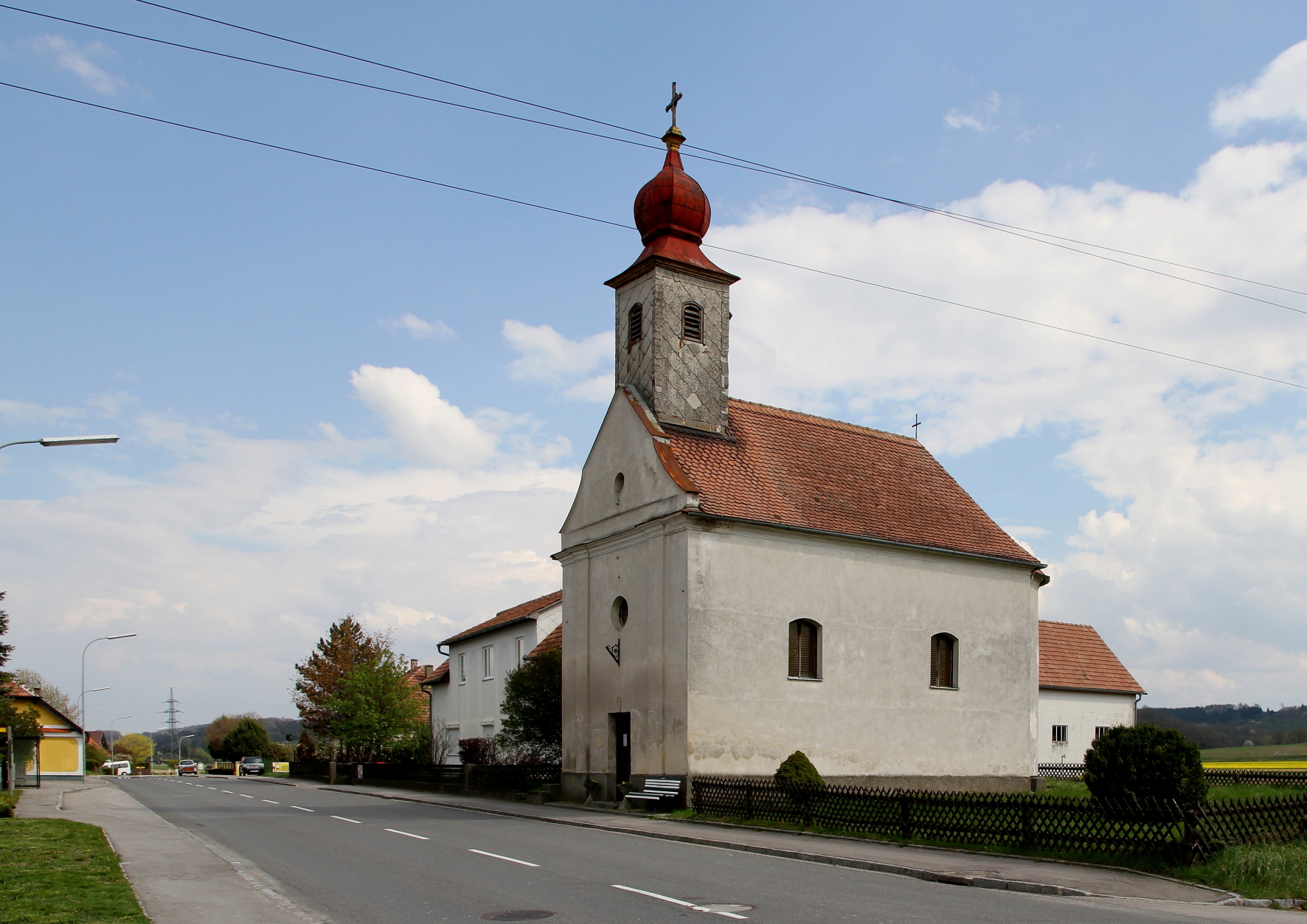
Saladorf kápolnája

Würmla a tartomány Mostviertel régiójában fekszik a Moosbach patak mentén. Északi határát a Perschling (a Duna jobb oldali mellékfolyója) alkotja. Területének 18,1%-a erdő, 69% áll mezőgazdasági művelés alatt. Az önkormányzat 15 települést egyesít: Anzing (95 lakos 2022-ben), Diendorf (95), Egelsee (44), Gotthartsberg (10), Grub (5), Gumperding (47), Hankenfeld (164), Holzleiten (138), Jetzing (11), Mittermoos (21), Pöding (15), Saladorf (70), Untermoos (23), Waltendorf (99) és Würmla (739).
A környező önkormányzatok: északra Atzenbrugg, északkeletre Michelhausen, keletre Asperhofen, délre Neulengbach, nyugatra Perschling.

## Története
Würmlát 1075-ben említik először, a göttweigi apátság egyik adománylevelében található egy bizonyos Raffolt von Wirmila nevű tanú. Kápolnáját már 1180-ban megemlítik. Miután birtokosai, a Würmla nemzetség 1285-ben kihalt, a birtokot a Pain család szerezte meg, majd a 15. században a Hohenbergekhez került. 1542-ben Hans von Kornfail (aki 1529-ben sikeresen védte a törökök ellen St. Pöltent) örökölte meg a várat. Utódját, Hector Friedrich von Kornfailt I. József császár 1705-ben birodalmi gróffá emelte. Fiának, Hector Wilhelmnek protestáns vallása miatt 1730-ban el kellett adnia Würmlát, és Nürnbergbe kellett költözött.
A falu új, Szt. Ulriknak ajánlott templomát 1741-ben szentelték fel. A kastélyt 1880 körül modernebb stílusban átépítették. 1916-ban Heinrich Mendl élelmiszergyáros vásárolta meg az épületet, utódaitól 1970-ben a városi önkormányzat vette meg és felújítás után oda költöztették a polgármesteri hivatalt. 

## Lakosság
A würmlai önkormányzat területén 2022 januárjában 1576 fő élt. A lakosságszám 1971 óta gyarapodó tendenciát mutat. 2020-ban az ittlakók 91,2%-a volt osztrák állampolgár; a külföldiek közül 1,9% a régi (2004 előtti), 5,4% az új EU-tagállamokból érkezett. 1,5% az egykori Jugoszlávia (Szlovénia és Horvátország nélkül) vagy Törökország, 0,1% egyéb országok polgára volt. 2001-ben a lakosok 91,9%-a római katolikusnak, 1,3% evangélikusnak, 1,4% mohamedánnak, 4,5% pedig felekezeten kívülinek vallotta magát. Ugyanekkor egy magyar élt a mezővárosban; a legnagyobb nemzetiségi csoportot a németek (94,8%) mellett a horvátok alkották 2,7%-kal.
A népesség változása:

| 2016 | 1 345 |
| 2018 | 1 429 |

## Látnivalók
- a würmlai kastély
- a Szt. Ulrik-plébániatemplom

## Fordítás
- Ez a szócikk részben vagy egészben  a   Würmla című német Wikipédia-szócikk ezen változatának fordításán alapul.  Az eredeti cikk szerkesztőit annak laptörténete sorolja fel. Ez a jelzés csupán a megfogalmazás eredetét és a szerzői jogokat jelzi, nem szolgál a cikkben szereplő információk forrásmegjelöléseként.